# Stegana pyinoolwinensis
Stegana pyinoolwinensis är en tvåvingeart som beskrevs av Vasily S. Sidorenko 1997. Stegana pyinoolwinensis ingår i släktet Stegana och familjen daggflugor.
Artens utbredningsområde är Myanmar. Inga underarter finns listade i Catalogue of Life.